# Подмаренник болотный
Подмаре́нник боло́тный (лат. Galium palustre) — многолетнее травянистое растение, вид двудольных растений рода Подмаренник (Galium) семейства Мареновые (Rubiaceae).

## Ботаническое описание
Многолетнее травянистое растение.
Корневище нитевидное, ползучее.
Стебли 10-60 см длиной, лежачие или восходящие, слабые, ветвистые.
Листья собраны в мутовки по 4, продолговатые, тонкие, с единственной жилкой. Поверхность шероховатая из-за направленных вниз шипиков.
Соцветия — малоцветковые зонтики, собранные в рыхлую метёлку. Цветоносы дважды или трижды разветвлённые, существенно длиннее листьев. Цветоножки намного длиннее цветка. Лепестки белые, в количестве 4, на 2/3 надрезаны на яйцевидные туповатые лопасти. Диаметр цветка 3-4 мм. Тычинок 4, пыльники жёлтые.
Плоды шаровидные, голые, мелкозернисто-бугорчатые.

## Распространение и экология
Ареал от Азорских островов, северо-запада Африки, Европы до Западной Сибири, Гренландии и штата Мэриленд (США).
Встречается у болот, берегов рек, в заболоченных лесах, сырых лугах. Мезофитное, гигрофитное, мезотрофное растение.

## Хозяйственное значение и использование
Инвазивный вид.
Используется в медицине (в частности, настой подмаренника болотного применяют при эпилепсии).

## Классификация

### Таксономия
- Galium palustre L., 1753, Sp. Pl. : 105

Вид Подмаренник болотный включается в род Подмаренник (Galium) семейства Мареновые (Rubiaceae) порядка Горечавкоцветные (Gentianales), последовательно входящего в более крупные клады Ламииды → Астериды → Суперастериды → Эвдикоты → Цветковые растения. Таксономическая схема в соответствии с Системой APG IV по состоянию на июнь 2024 года:
|  |                          |  |                                   |                                   |                     |  | еще 4 семейства | еще 4 семейства |                          |  |  |  | еще 671 подтвержденный вид и 66 видов, ожидающих подтверждения |
|  |                          |  |                                   |                                   |                     |  | еще 4 семейства | еще 4 семейства |                          |  |  |  | еще 671 подтвержденный вид и 66 видов, ожидающих подтверждения |
|  |                          |  |                                   | порядок Горечавкоцветные          |                     |  |                 |                 | род Подмаренник          |  |  |  |                                                                |
|  |                          |  |                                   | порядок Горечавкоцветные          |                     |  |                 |                 | род Подмаренник          |  |  |  |                                                                |
|  | клада Цветковые растения |  |                                   |                                   | семейство Мареновые |  |                 |                 | вид Подмаренник болотный |  |  |  |                                                                |
|  | клада Цветковые растения |  |                                   |                                   | семейство Мареновые |  |                 |                 |                          |  |  |  |                                                                |
|  |                          |  | ещё 63 порядка цветковых растений | ещё 63 порядка цветковых растений |                     |  |                 | еще 611 родов   | еще 611 родов            |  |  |  |                                                                |
|  |                          |  |                                   | ещё 63 порядка цветковых растений |                     |  |                 |                 | еще 611 родов            |  |  |  |                                                                |

### Синонимы
- Galium diffusum Gilib.
- Galium fontinale K.Koch
- Galium glomeratum Vill. ex Roem. & Schult.
- Galium incarnatum Gilib.
- Galium masferreri Sennen
- Galium montanum With.
- Galium palustre f. rupicola (Des Moul.) Bolzon
- Galium palustre f. submersum Glück
- Galium palustre subsp. tetraploideum A.R.Clapham
- Galium palustre var. balticum Apelgren
- Galium palustre var. brachyphyllum Opiz
- Galium palustre var. catalaunicum P.Monts.
- Galium palustre var. genuinum Cout.
- Galium palustre var. humifusum Reut.
- Galium palustre var. majus Schur
- Galium palustre var. maximum Heinr.Braun
- Galium palustre var. morisianum Rouy
- Galium palustre var. pubescens Hartm.
- Galium palustre var. rupicola Des Moul.
- Galium palustre var. umbrosum Asch.
- Galium palustre var. witheringii (Sm.) Nyman
- Galium rumelicum Formánek
- Galium rupicola (Des Moul.) Boreau
- Galium tetraploideum (A.R.Clapham) G.H.Loos
- Galium vayredae Sennen
- Galium vayredae var. foliosum Sennen
- Galium witheringii Sm.
- Rubia palustris (L.) Baill.